# Руда (приток Усожи)
Руда́ — река в Курской области России, левый и самый крупный приток Усожи. Длина — 26 км (24 км на территории Фатежского района). Протекает по территории Конышёвского и Фатежского районов.

## Происхождение названия
Получила название из-за рыжеватого цвета воды, обусловленного близким расположением к Михайловскому железорудному месторождению. На местном диалекте слово рудой означает «рыжий, бурый». Имеет несколько вариантов названия: Верхняя Руда, Главная Руда, Рудка. На реке расположено село Гнездилово, в старину имевшее второе название — Красные Холчи, деревня Рудка, хутор Красный Камыш, урочище Рудское. Также в данной местности была распространена фамилия Руцкие (Рудские).

## Физико-географическая характеристика
Берёт начало в деревне Лукьянчиково Конышёвского района. Затем почти сразу попадает на территорию Фатежского района. Первоначально течёт с запада на восток. Затем постепенно меняет направление течения на северо-восточное и далее, ближе к устью, на северное. Впадает в Усожу рядом с деревней Портина Фатежского района. Ширина водоохранной зоны составляет 50 м выше устья Грязной Рудки и 100 м ниже него по течению.
В пойме реки находится самое крупное в Фатежском районе месторождение торфа (около 2500 тыс. тонн).

## Притоки
Наиболее значимые притоки — правые: ручей Ореховский, Грязная Рудка, Никовец, Журавчик.

## Исторические сведения
Упоминается в «Книге Большому чертежу» 1627 года:
А ниже Гниловода, с другой <левой> стороны, пала в Усожу речка Руда. А Руда вытекла от верха речки Рогозны, а ниже Руды пал колодезь Линец.

## Населённые пункты
На реке расположены следующие населённые пункты (от истока к устью): Лукьянчиково, 1-е Гнездилово, 2-е Гнездилово, Поздняково, Шуклино, Морозов, Новая Жизнь, Надежда, Рудка, Любимовка, Репринка, Красный Камыш, Завидный, Черякино, Портина.